# Alexandre Namèche
Alexandre Joseph Namèche, né le 26 juillet 1811 à Perwez et mort le 30 janvier 1893 à Louvain, est un prêtre belge du XIXe siècle, historien et professeur d'histoire et plus tard de pédagogie. De 1872 à 1881 il est recteur de l'Université catholique de Louvain.

## Biographie
Après ses études au séminaire et la théologie à l'Université de Louvain récemment ouverte, il devient fondateur et premier directeur de l'École Normale de Nivelles en 1843. Il dirige cette institution jusqu'en 1854 où sa fonction est reprise par Thomas Braun Sr.
Il reçoit également une nomination comme professeur d'histoire littéraire et de pédagogie dans son Alma Mater. Il sera, toutefois, reconnu avant tout comme un historien. Son intérêt historique plus large est démontré par sa bibliographie. Il est l'auteur de Histoire de la Principauté de Liège depuis les premiers temps jusqu'à Jean de Walenrode (549-1418), Suivi d'un tableau de l'état général et des progrès de la civilisation et de la période de suspension Belgique féodo-communautaire et les six volumes sur le règne de Philippe II et la lutte religieuse dans les Pays-Bas au XVIe siècle. Dans le cadre d'un travail plus vaste trente volumes Cours d'histoire nationale, paru entre 1853 et 1894. 
Il a également étudié l'œuvre de Juan Luis Vives, à la fois en tant que professeur dans sa vie d'étudiant comme jeune prêtre quand il écrit son Mémoire sur la vie et les Écrits de Jean-Louis Vivès.
À partir de 1855 il est vice-Recteur sous l’autorité du premier recteur de l'Université catholique de Louvain, Pierre-François-Xavier de Ram et bien que soutenu par les évêques conservateurs, à la mort de Pierre de Ram, le cardinal Sterckx choisit pour prendre la relève, Nicolas-Joseph Laforêt. Sterckx disparut, et à la mort du Recteur Laforêt, Namèche est nommé en tant que recteur par Mgr Dechamps et les autres évêques belges.
Comme recteur, il a vécu dans l'ancien monastère franciscain où l'université avait installé la pédagogie Juste Lipse. Il a fait transformer ce bâtiment par l'architecte George Helleputte et lui a proposé de réaliser l'amphithéâtre anatomique de l'Institut Vésale et une salle de fête pour la Société Générale des Étudiants. En collaboration avec Helleputte il a également fait les premiers plans de l'Institut d’Agronomie.
Il n'avait pas d'oreilles pour les demandes naissantes des étudiants flamands d’une éducation dans leur propre langue. C'est seulement le recteur Jean-Baptiste Abbeloos qui fit les premiers pas vers une université bilingue, avec un enseignement dans les deux langues.
En 1873 Mgr Namèche refuse à Isala Van Diest, fille du chirurgien et obstétricien de la ville de Louvain Pierre Van Diest, de s'inscrire à l'université pour suivre la formation en médecine, et essaye de la persuader de s’inscrire en physiologie et en l'obstétrique. Isala Van Diest s’inscrit à l'Université de Berne, et a été la première femme médecin belge.
Après son rectorat qu'il quitte à sa propre demande à l’âge de 70 ans dans le tumulte de la première guerre scolaire, il se retire à l'abbaye de Parc, où il meurt en 1893. Il est enterré dans le cimetière de l'abbaye, sur sa tombe figure un buste du sculpteur Frans Vermeylen.